# Incompatibilité de fonction
Une incompatibilité de fonction ou de mandat est une disposition légale qui encadre l'accès à des fonctions ou des professions d'intérêt général.

## Principe
Les fonctions publiques qui ont trait entre autres à l'accès à la justice, au maintien du principe d'égalité entre les citoyens sont difficilement compatibles avec l'idée de pouvoir, par exemple, réaliser des affaires, des passations de marchés publics.

## Applications par pays

### Au Canada

#### Législation fédérale
Dans la Loi sur les juges, l'article 55 prévoit que les juges doivent se consacrer à leurs fonctions judiciaires à l'exclusion de toute autre activité.

#### Québec
- L'article 55 du Code de déontologie des notaires prévoit qu'un membre de l'ordre des notaires ne peut pas être membre de l'ordre professionnel des avocats du Québec[2].
- L'article 139 du Code de déontologie des avocats énonce que les fonctions de juge de l'ordre judiciaire, sténographe judiciaire et agent de recouvrement sont incompatibles avec l'exercice de la profession d'avocat[3].
- L'article 141 du Code de déontologie des avocats prévoit que « l’avocat qui est policier ne peut agir à titre d’avocat que pour le corps de police auquel il est rattaché ou à titre de représentant pour des policiers dans le cadre disciplinaire ou en matière de relations de travail. Il ne peut agir à titre d’avocat de la défense ou à titre de poursuivant en matière criminelle ou pénale »[4].
- Les articles 10 à 14 du Code d'éthique et de déontologie des membres de l'Assemblée nationale énumèrent les fonctions incompatibles avec la charge de député[5].

### En France
- Le code général des collectivités territoriales (CGCT) détaille d'incompatibilités au sein des communes.
- Les articles 23, 25 et 57 de la Constitution édictent des incompatibilité et limitent le cumul de mandats de plusieurs politiques.
- Les articles L.237 et suivants du code électoral[6] traite des incompatibilités électorales.
- Les articles L.231-5[7] à L.213-9 du code de justice administrative encadrent les fonctions au sein des juridictions administratives.
- L'article L.111-5 du code de l'organisation judiciaire[8] renvoie au statut de la magistrature pour les règles d'incompatibilité et les articles L.111-6[9] et suivants du même code traitent de la récusation d'un juge.
- Les articles 8 et suivants de l'ordonnance no 58-1270 du 22 décembre 1958[10] listent des incompatibilités de fonction au sein de la magistrature.
- Les articles 20 et 21 de la Loi organique du 2 août 1875 sur l’élection des sénateurs encadrent la fonction de sénateur.
- Les articles LO137 à LO153 du Code électoral traite des incompatibilités entre les fonctions de députés et d'autres fonctions[11].

### En Italie
En Italie se distingue parmi inéligibilité, ce qui empêche d'autres positions influencer les électeurs, et incompatibilité, ce qui empêche le conflit d'intérêts.

## Extension des incompatibilités
Outre les incompatibilités liées à la fonction, il peut exister une incompatibilité liée aux liens de parenté.